# Platane commun
Platanus ×hispanica, platane à feuilles d'érable
Hybride
Parent  A  de l'hybridation 
  Platanus occidentalis 
×

Parent  B  de l'hybridation 
  Platanus orientalis 
Synonymes
Platanus ×acerifolia (Aiton) Willd.
Classification phylogénétique

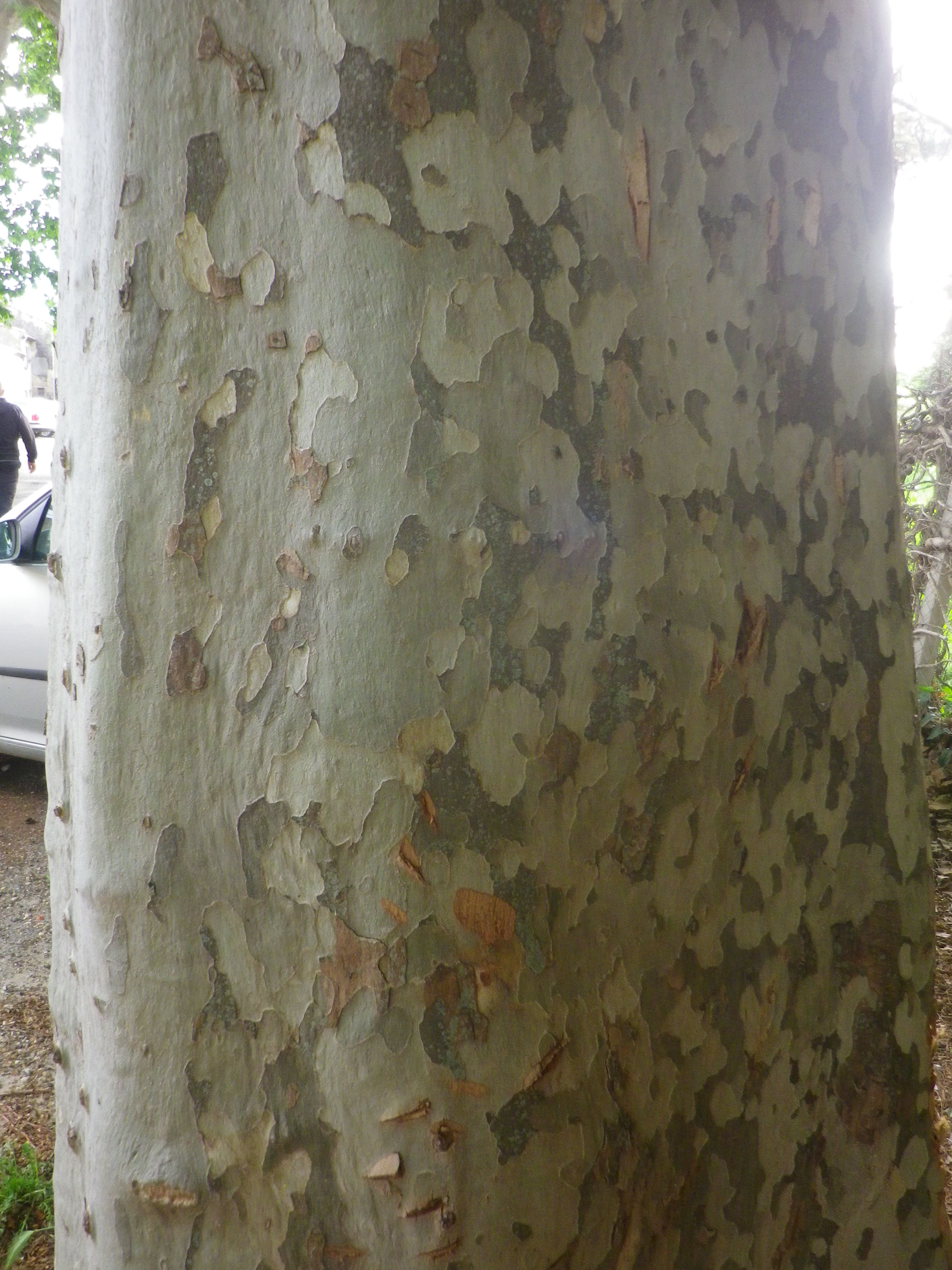
Écorce d'un sujet centenaire.

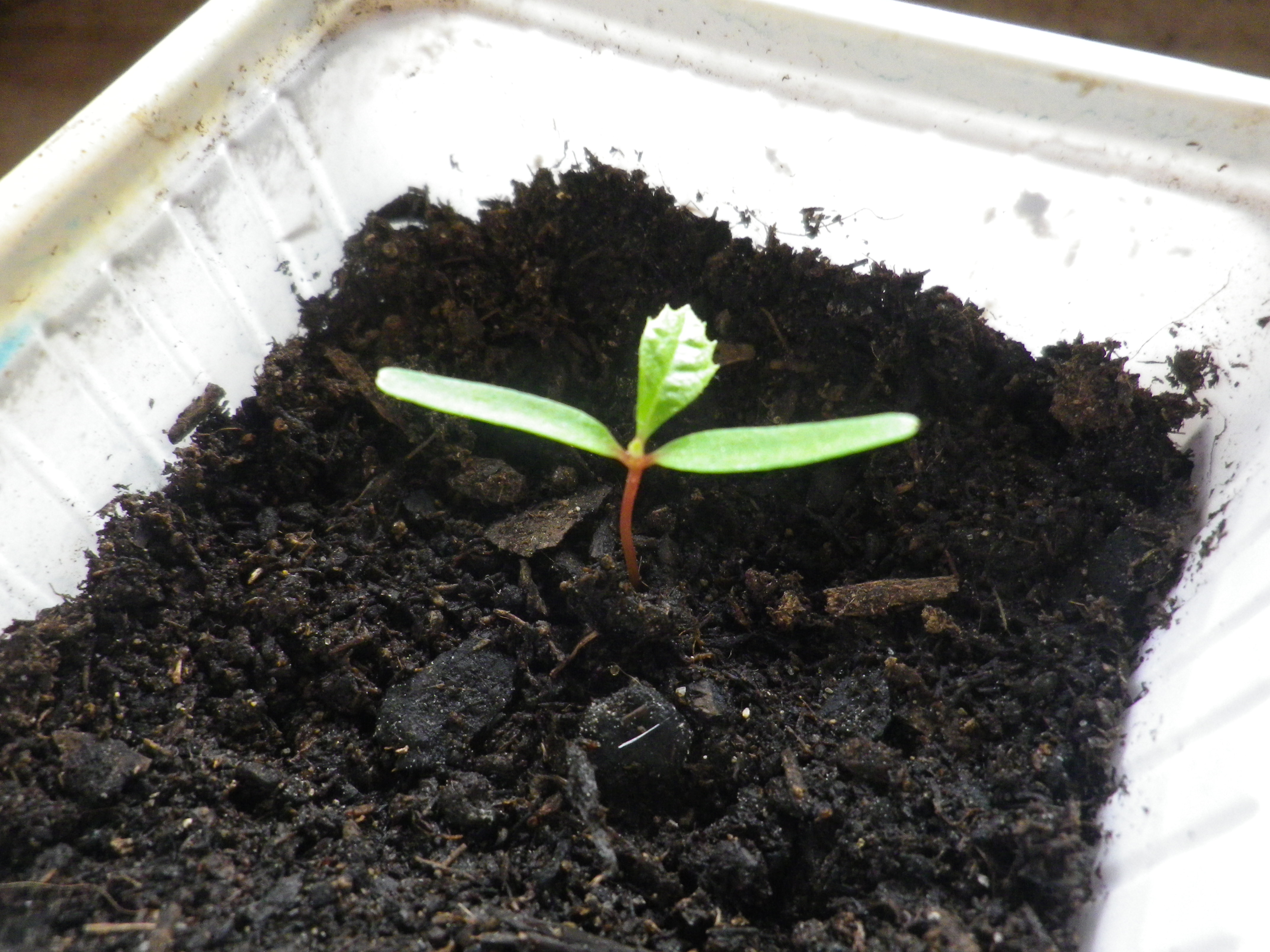
Jeune pousse issue d'un semis.

Le platane commun ou platane à feuilles d'érable (Platanus ×hispanica ou Platanus ×acerifolia) est un hybride d'arbres de la famille des Platanaceae.
Issu du croisement entre le platane d'Occident (Amérique du Nord) et le platane d'Orient (ouest de l'Asie, sud est de l'Europe), à fertilité très faible (seule une infime partie des graines peuvent germer).
Apparu au cours du XVIIIe siècle en Europe, cette essence est couramment utilisée comme arbre d'ornement et d'alignement le long des rues,

## Origine
Existant en Europe, au Crétacé, le platane y disparaît à l'ère glaciaire. Le platane d'Occident (peu courant en Europe et d'origine américaine) et le platane d'Orient (planté par les Romains en Italie, vers l'an 390 av. J.-C.) évoluent différemment[réf. souhaitée]. Ils sont introduits et hybridés en Espagne (d'où le nom "Hispanica") et en Angleterre vers 1650, pour donner le platane commun ou platane à feuilles d'érable[réf. souhaitée], le plus courant en France.

## Caractéristiques
- Durée de vie : estimée à un millier d'années maximum[réf. souhaitée], bien que l'arbre d'Hippocrate (Platane d'Orient, espèce parente du platane commun) aurait prétendument 2400 ans.
- Taille maximale connue : 10 m de circonférence et 55 m de haut (le platane de la bastide des Bruyères à Pont-Saint-Esprit, dans le Gard[3]).
- Port : houppier large.
- Tronc : droit, pouvant atteindre un diamètre impressionnant avec l'âge.
- Écorce caractéristique qui se fissure en écailles (rhytidomes), dégageant des zones jaunâtres. L'aspect de peau de serpent de l'écorce est assez particulier.

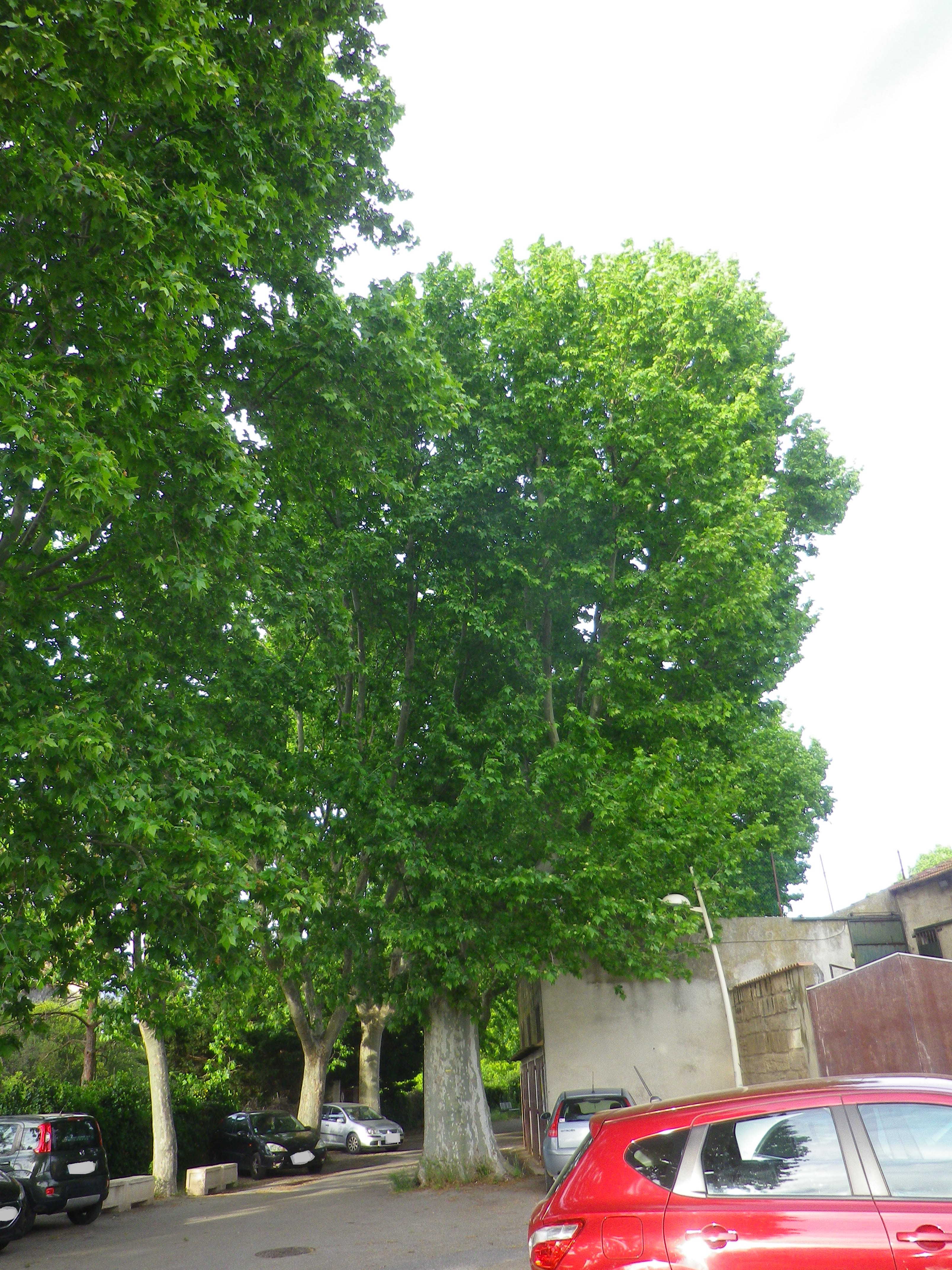
Sujet centenaire en mai.

- Sujet centenaire en mai.Feuillage caduc. Grandes feuilles (20 cm) alternes (contrairement à l'érable qui a des feuilles opposées) à trois ou sept lobes peu dentés. Les nervures ne partent pas toutes du même point. Les jeunes pousses sont couvertes de poils marron qui restent un certain temps sur les feuilles, se mêlant aux graines poilues qui se libèrent des fruits de l'année passée (en avril). Les feuilles sont grandes, coriaces, difficilement putrescibles.
- Fleurs : unisexuées, réunies en capitules sphériques pendant au bout d'un long pédoncule.
- Fruits : Les fruits sont des petits akènes entourés d'un duvet qui facilite la dissémination par le vent. Ils sont groupés en boules ou glomérules qui persistent longtemps après la chute des feuilles.

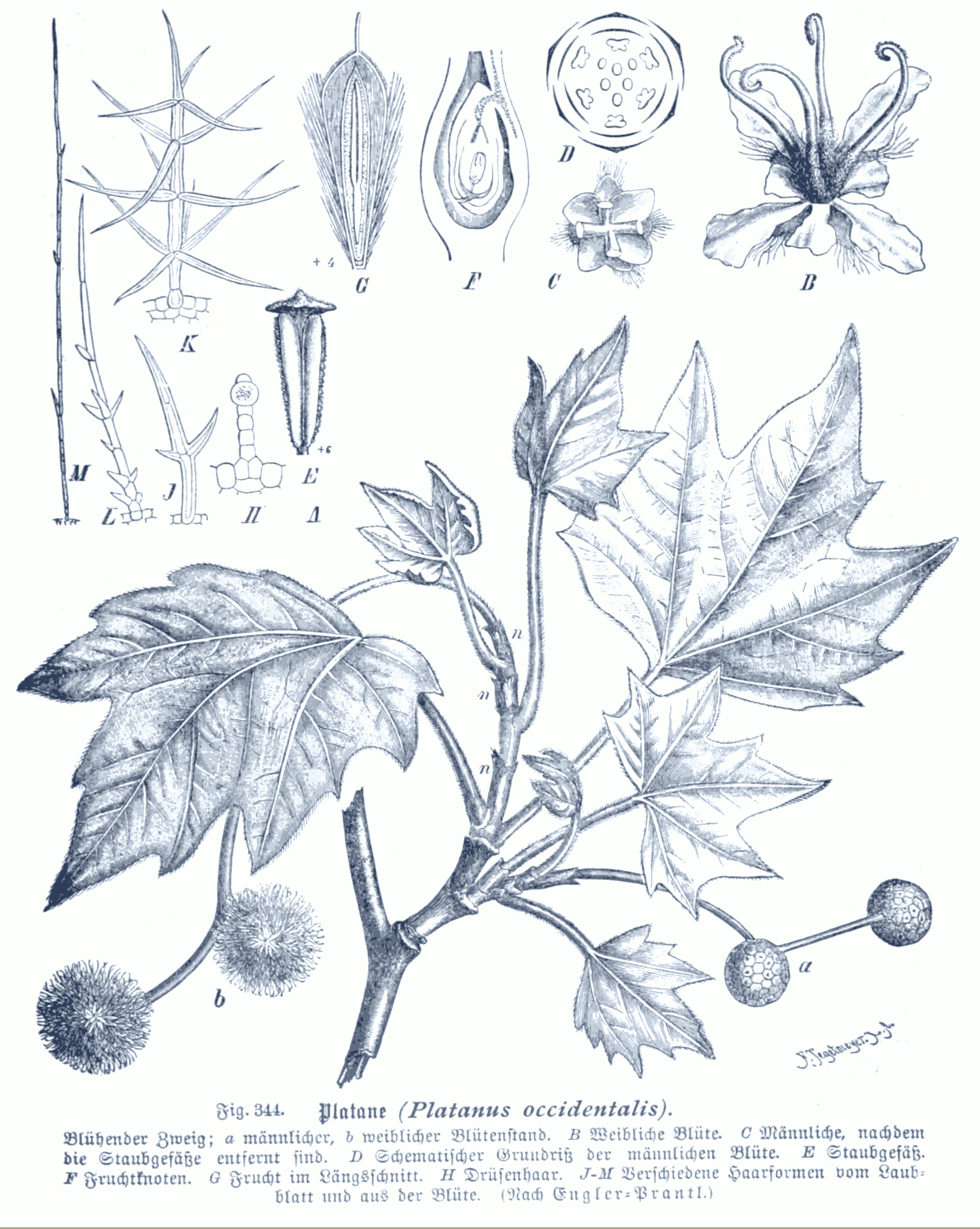
Planche botanique.
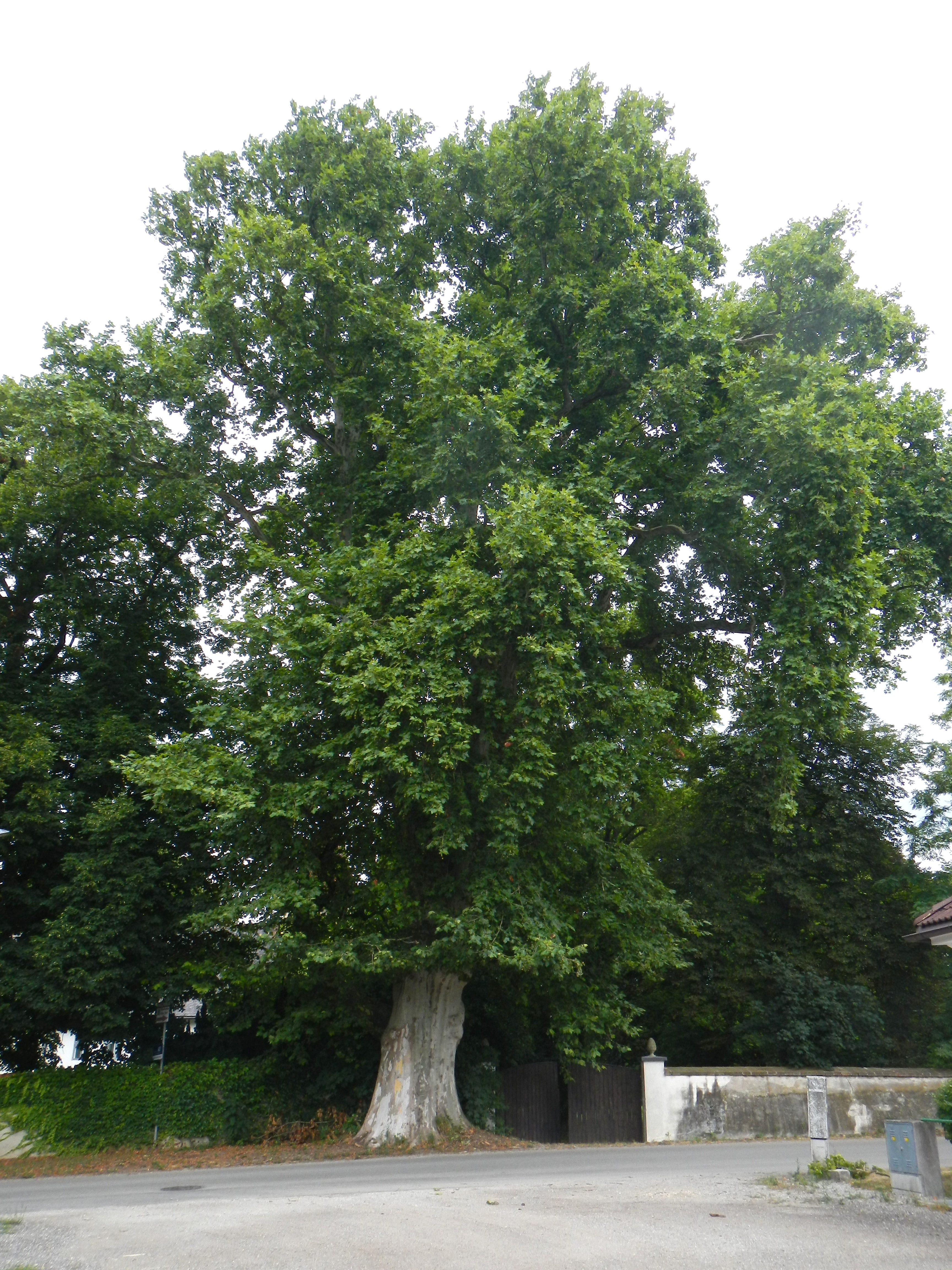
Platane remarquable.
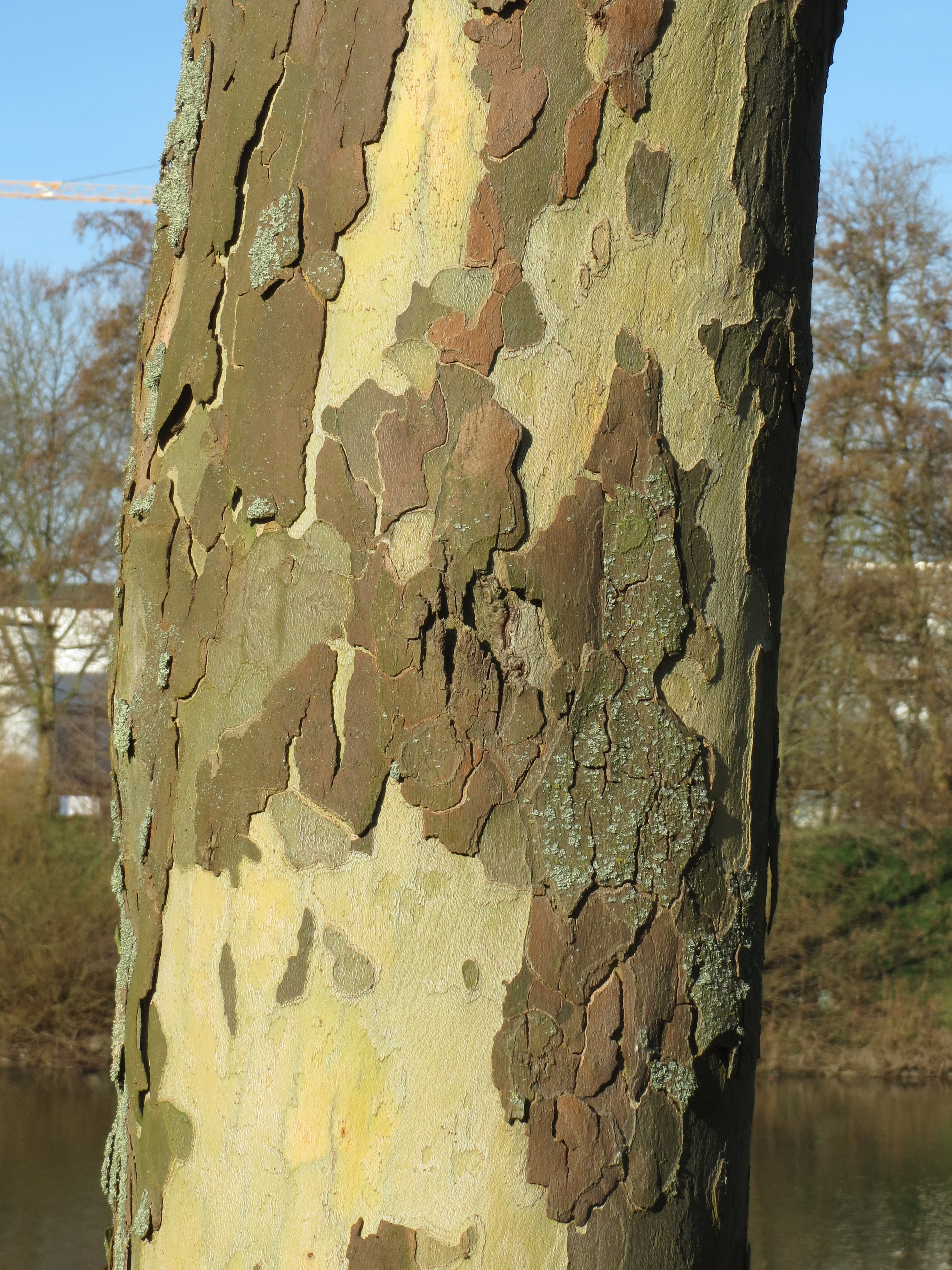
Tronc.
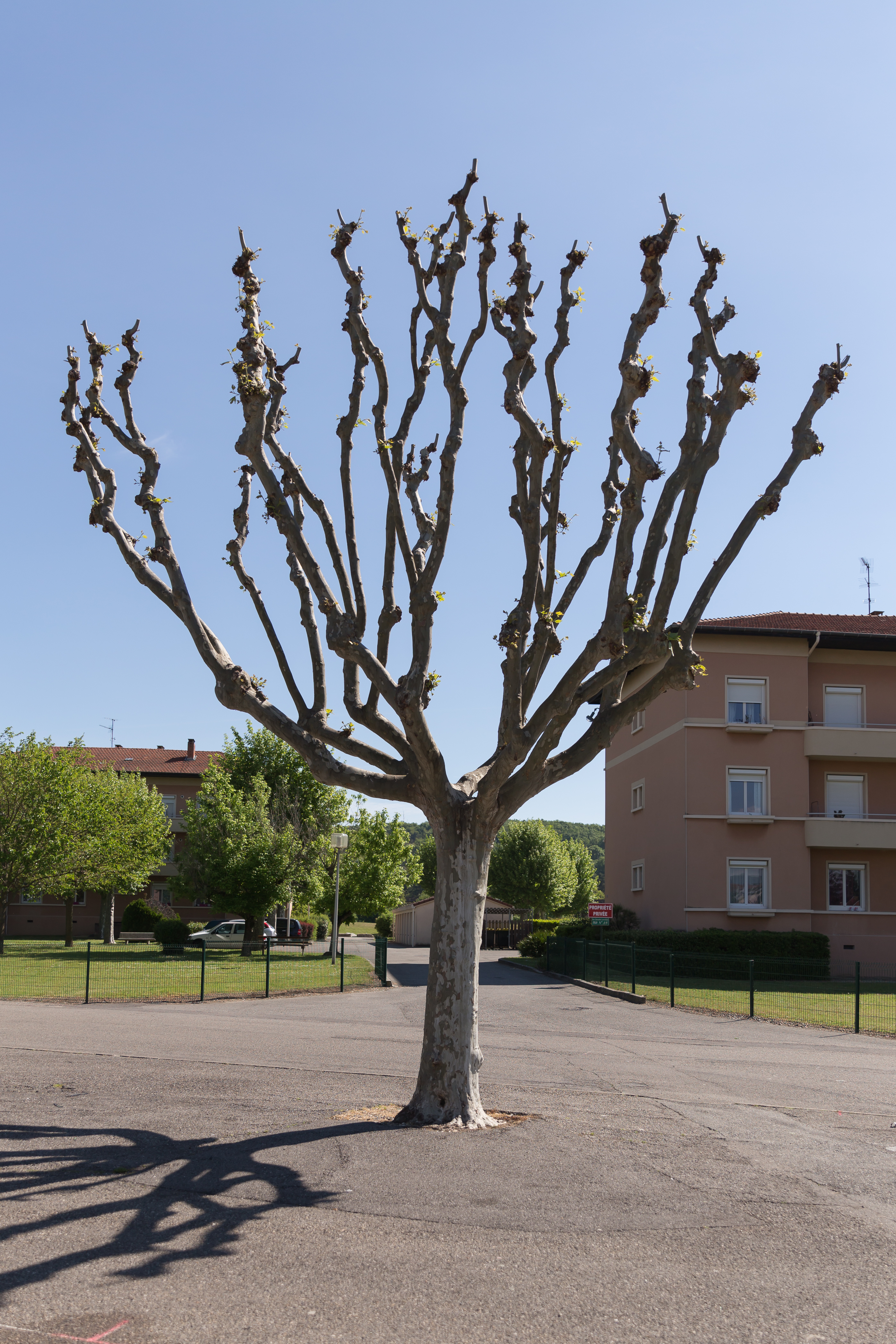
Arbre élagué.
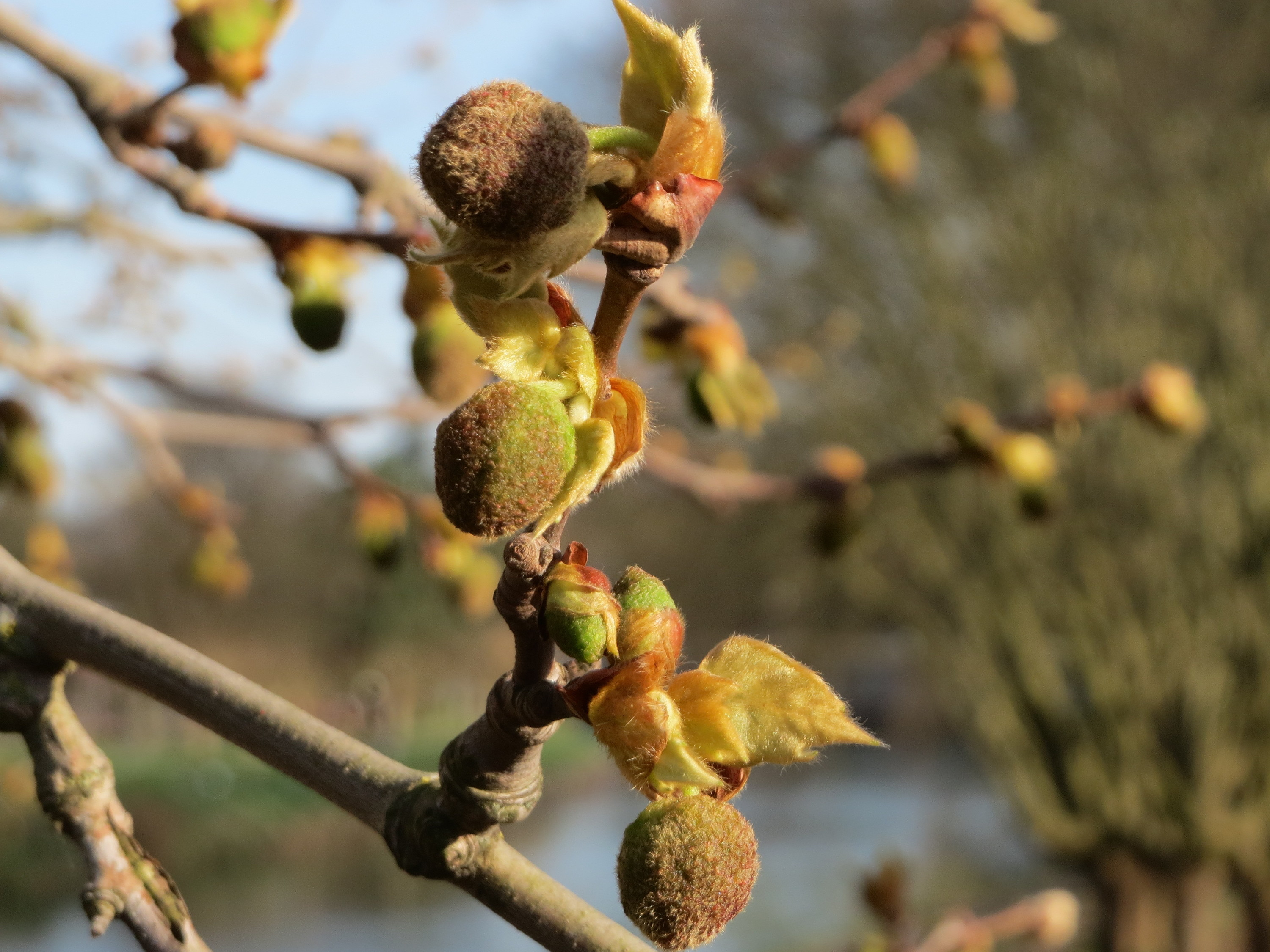
Bourgeons.
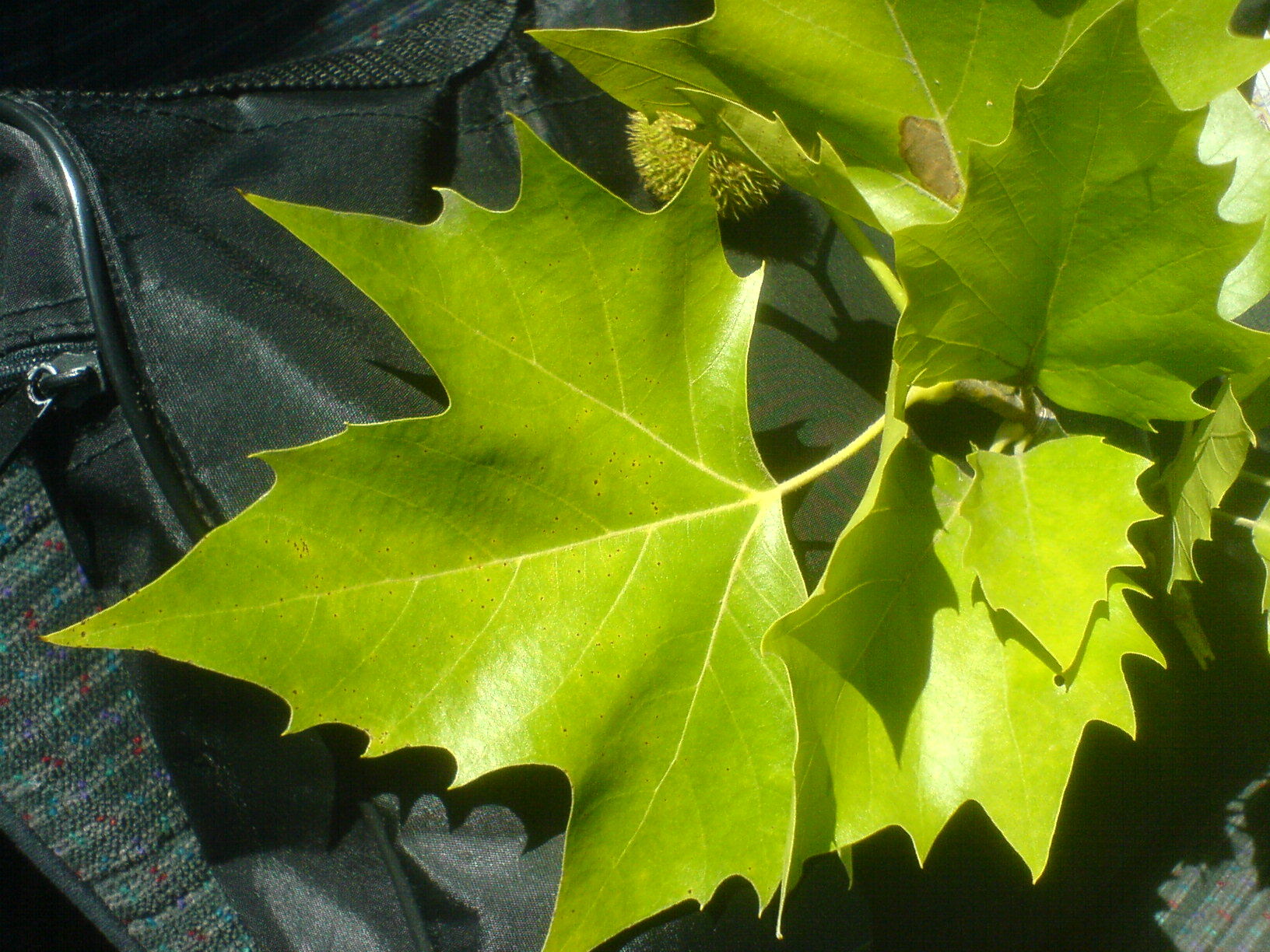
Feuillage.
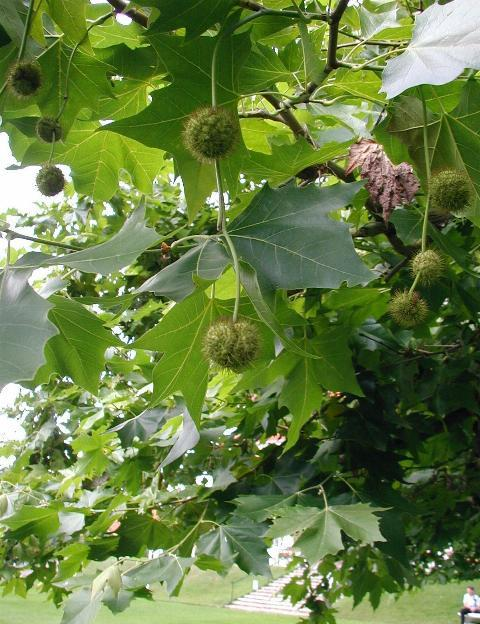
Fruits et feuilles en été.
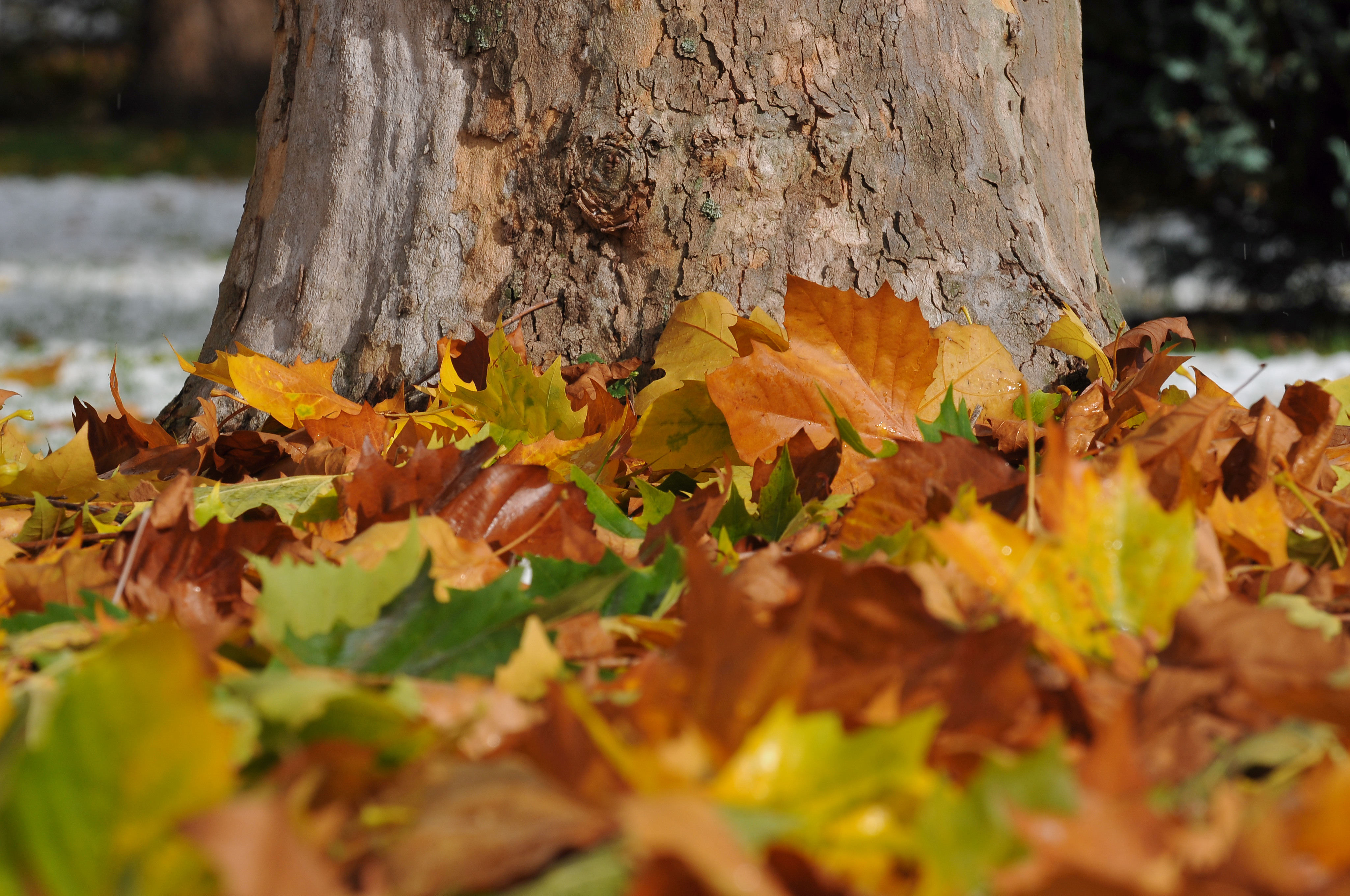
Feuilles d'automne.
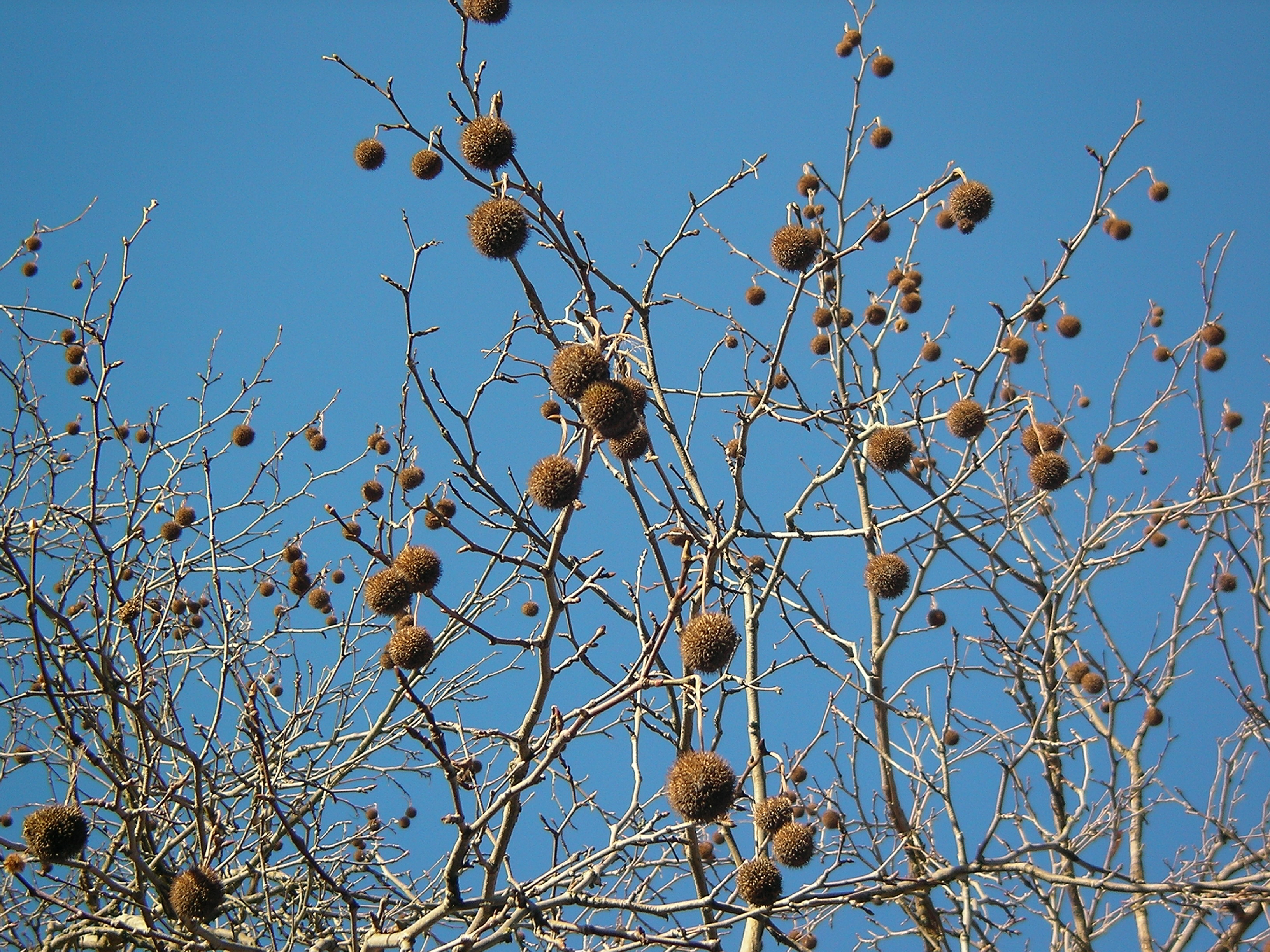
Fruit dans l'arbre en hiver.
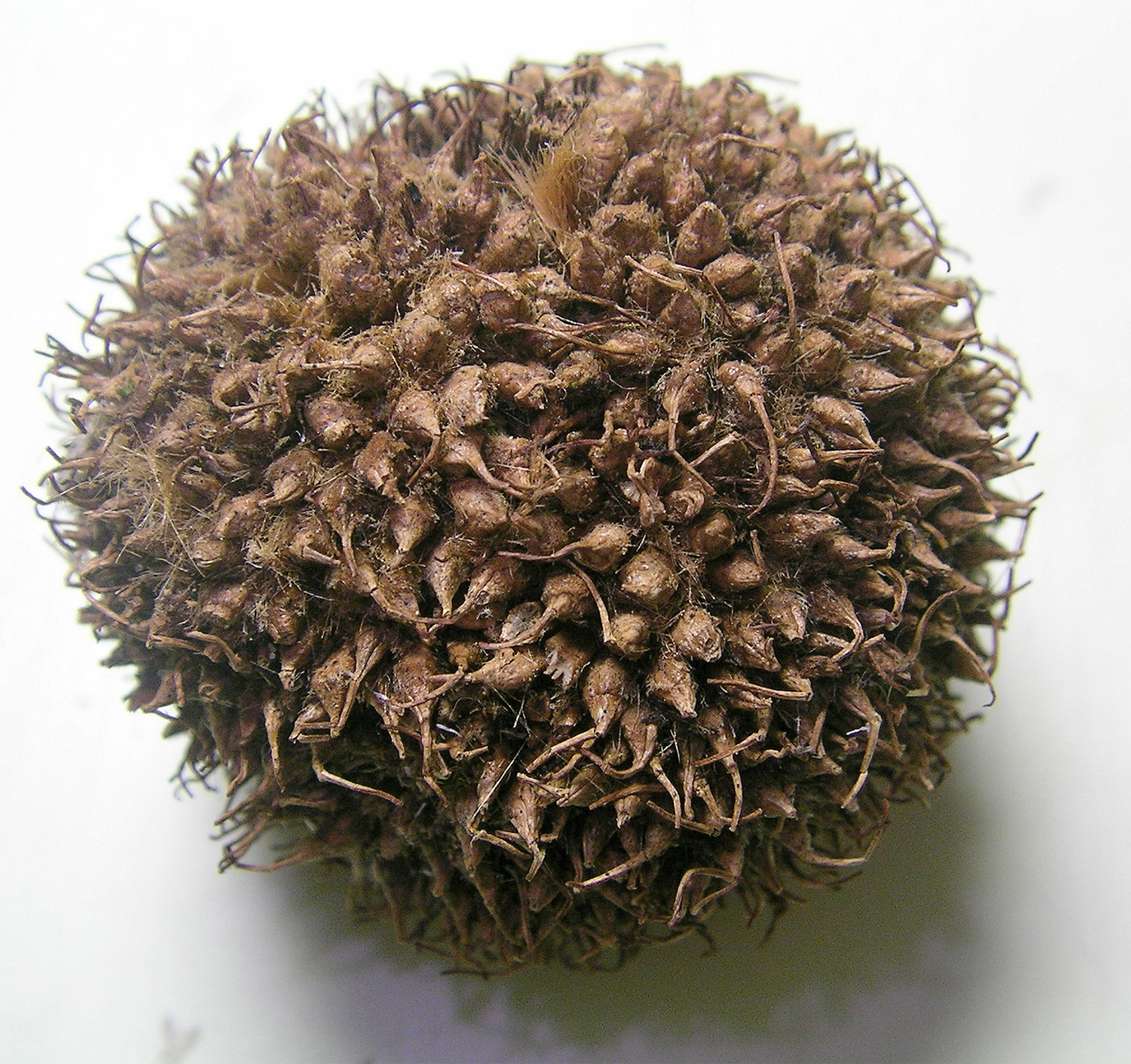
Fruits du platane : akènes regroupés en glomérule sphérique.
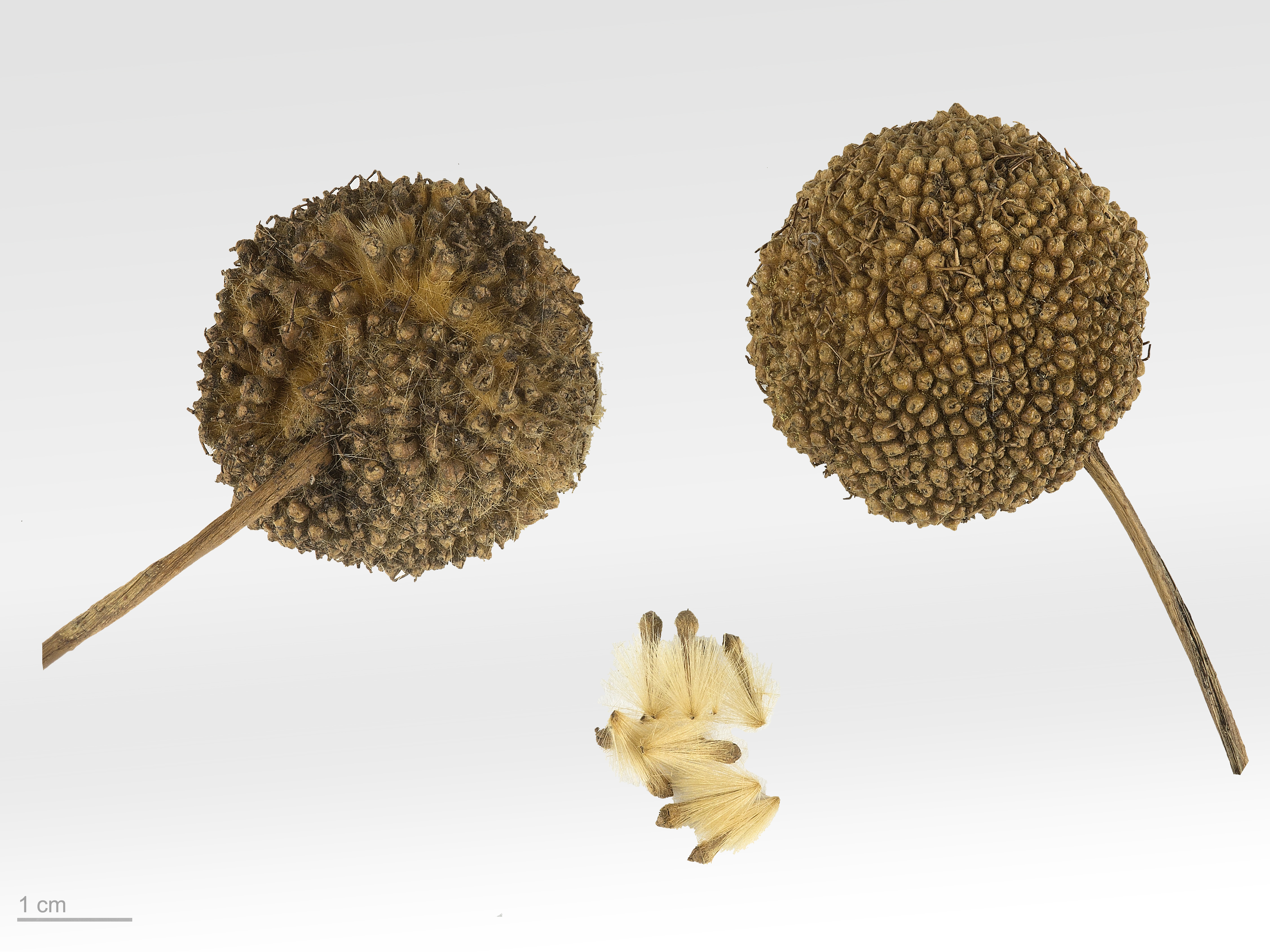
Glomérules et akènes - Muséum de Toulouse.
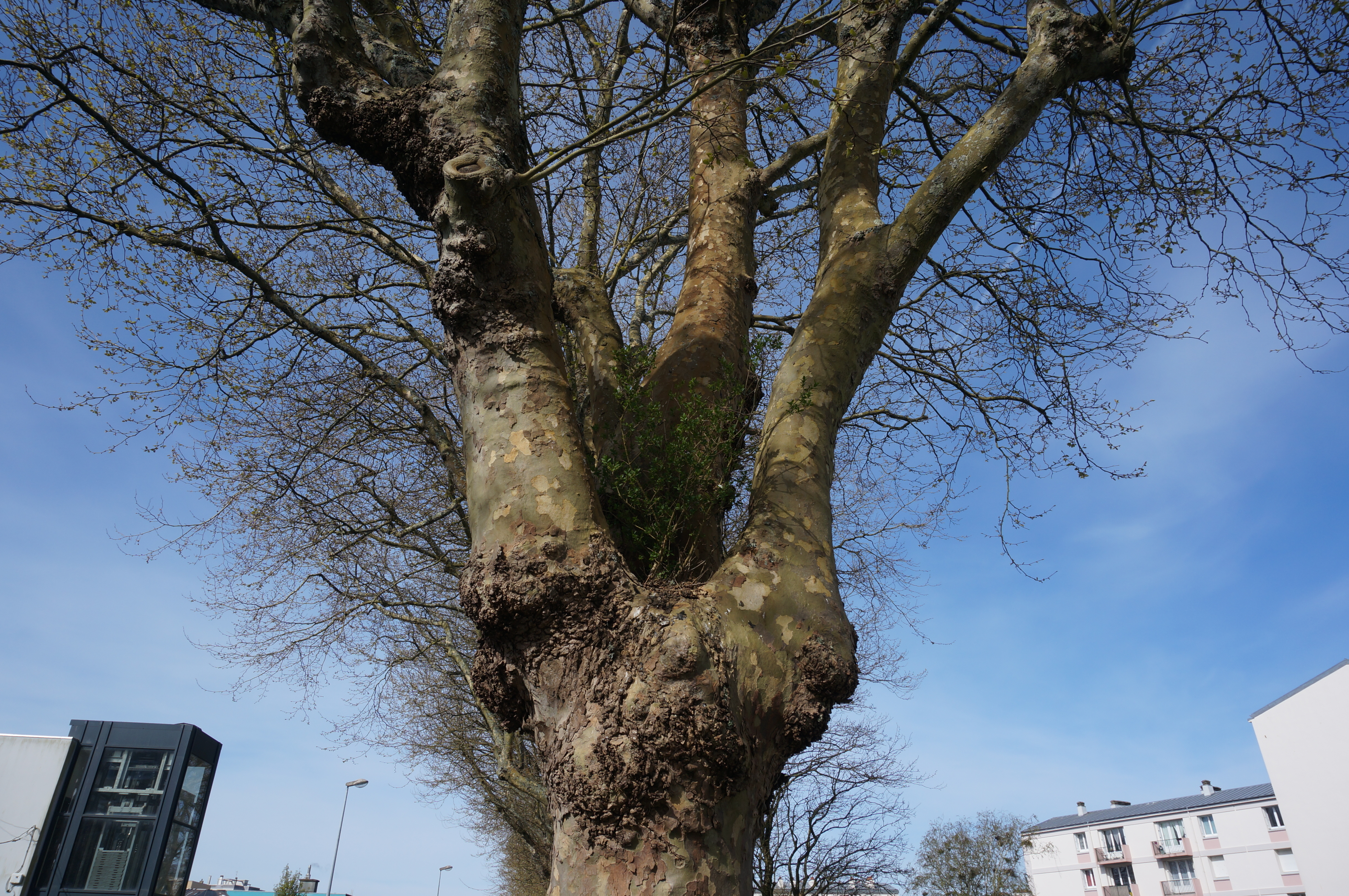
Arbuste ayant poussé sur le houppier d'un platane.
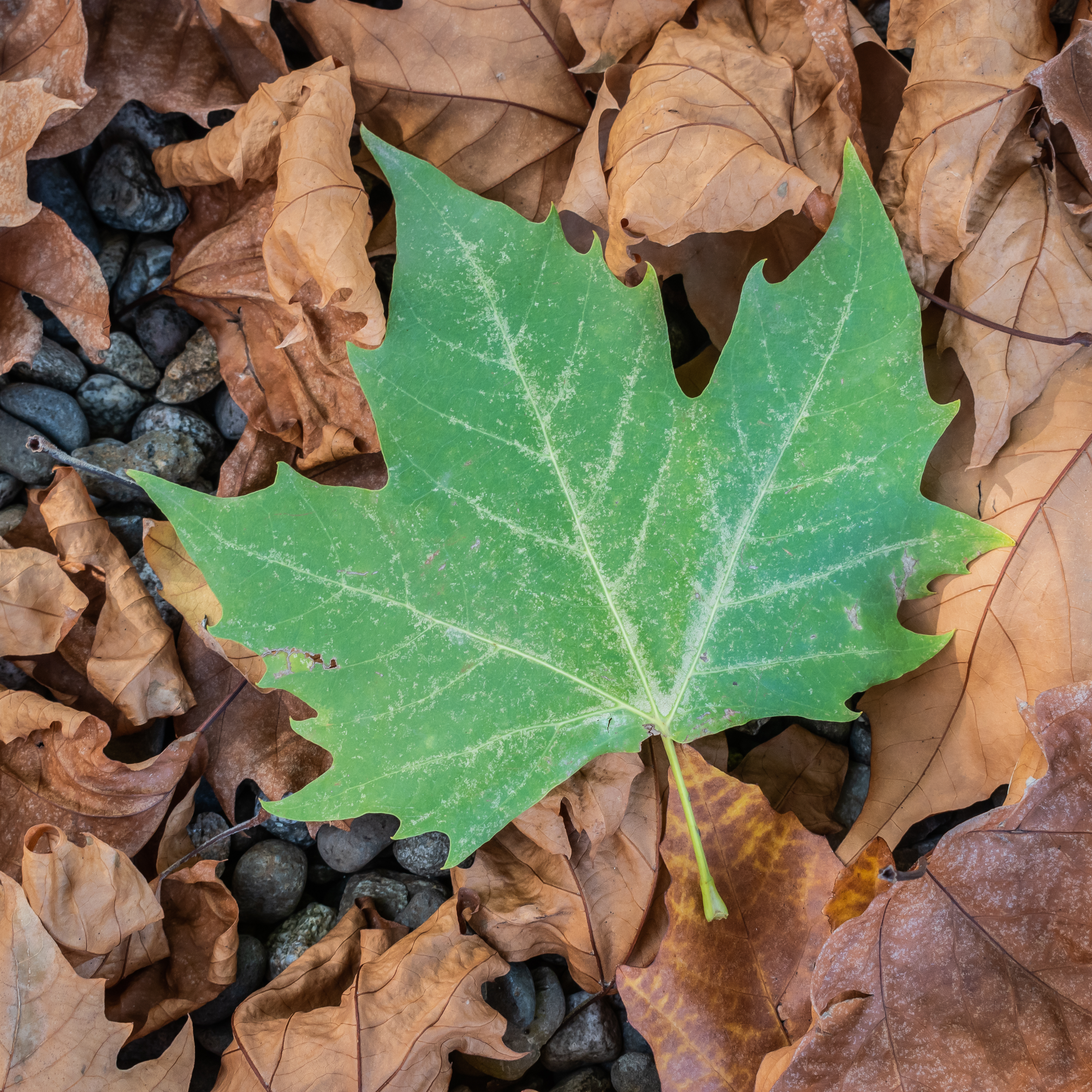
Une feuille de platane commun tombée sur le sol à Varennes-sur-Morge.

## Étymologie
Le terme « platane » a été emprunté, via le latin, au nom grec de l'arbre, platanos, de platus, large, en référence à l'ampleur du houppier.
L'épithète spécifique du nom scientifique synonyme, acerifolia, c'est-à-dire à feuille d'érable, fait référence à la ressemblance des feuilles de cette espèce avec celles de l'érable, principalement à l'érable sycomore, Acer pseudoplatanus (faux platane), qui lui est ainsi nommé pour sa ressemblance avec le platane par les feuilles[réf. souhaitée].

## Utilisation

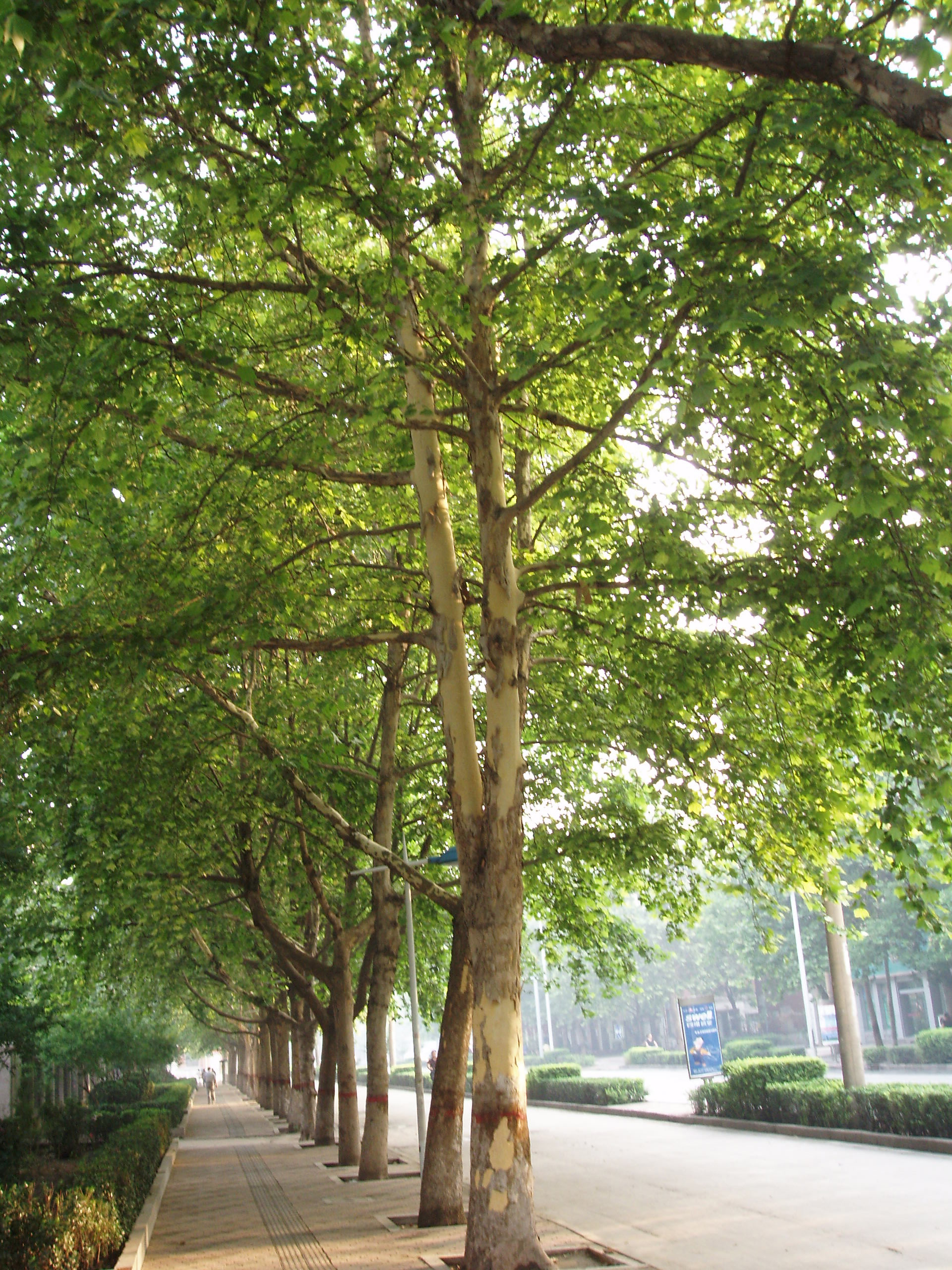
Platanes en alignement urbain.

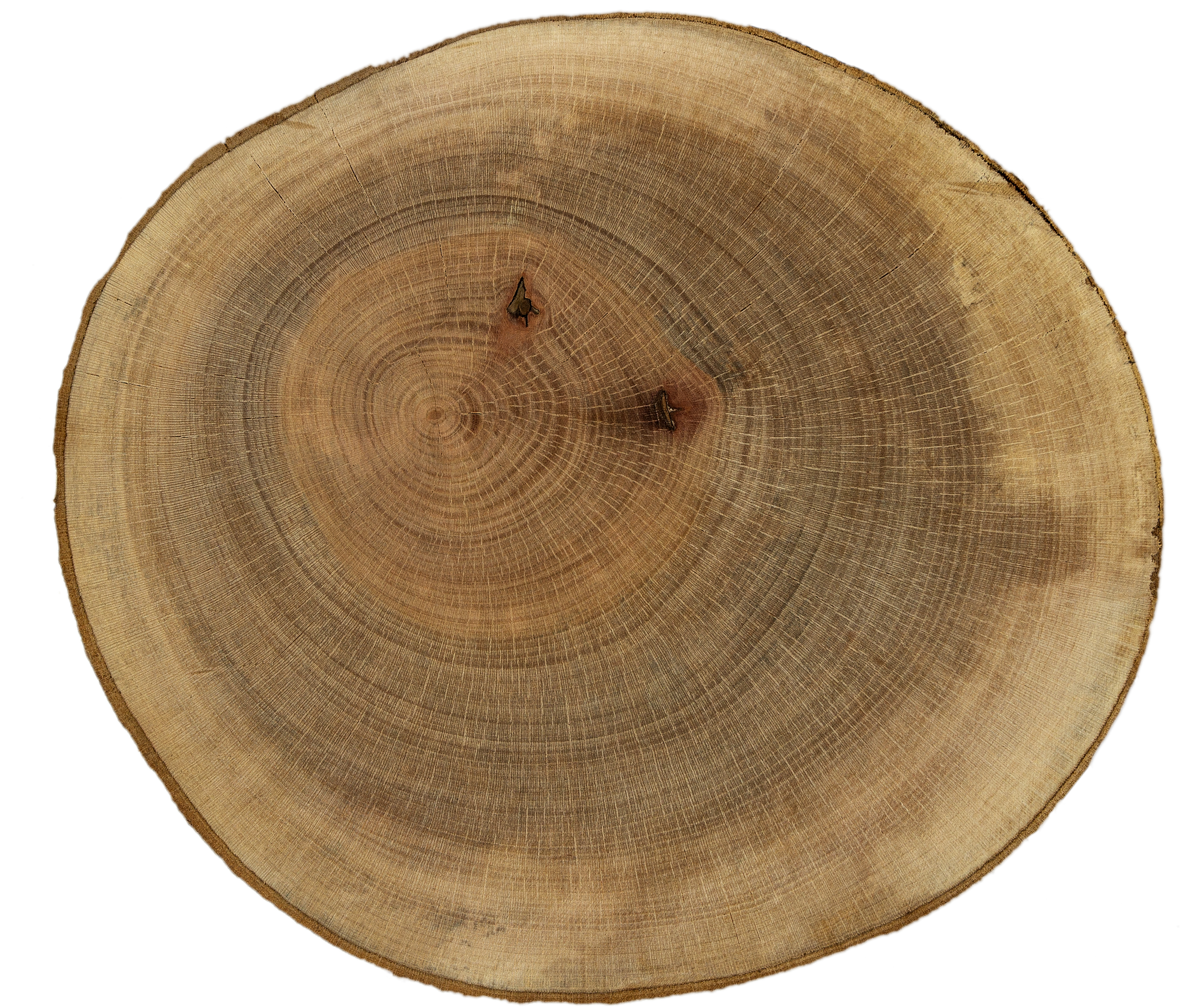
Platanus hispanica - MHNT

- Ornement : on connaît bien le platane comme arbre d'ornement urbain et d'alignement de route. Il supporte l'élagage (s'il est bien réalisé). C'est un arbre d'ornement parmi les plus courants en France. C'est aussi l'arbre le plus haut de Paris (un exemplaire atteint 45 m de hauteur). Mais il est passé de mode, d'autant plus qu'il est menacé par un champignon (Ceratocystis platani) qui est apparu pour la première fois dans la région de Naples peu après la Seconde Guerre mondiale[4], provoquant la maladie du chancre coloré.
- Menuiserie : son bois clair, dur et ferme est utilisé en menuiserie. Il ressemble au bois du hêtre et résiste mieux que lui à l'humidité, mais il est plus facilement attaqué par les insectes. L'aubier se distingue peu du cœur.
- Bois de chauffage : le bois du platane a une combustion particulièrement propre[réf. souhaitée]. La vigueur de cet arbre l'a fait souvent utiliser dans le Sud-Ouest de la France comme arbre têtard. Taillé à environ 2 ou 3 m de hauteur tous les 3 ans ou tous les 6 ans, il fournit des branches ayant le bon diamètre pour alimenter un poêle à bois. On pouvait donc voir près des maisons plusieurs de ces platanes taillés régulièrement. Cette technique des arbres en têtard permet d'optimiser la production de bois de chauffage pour un minimum de surface. Les arbres ayant un système racinaire déjà en place, la croissance des branches est rapide après la coupe, réalisée en hiver. Les branches de faible diamètre sont aisément manipulables. Le sol n'est pas dégradé par des coupes franches. La technique des arbres taillés en têtard peut être appliquée à d'autres espèces d'arbres. Au Pays basque par exemple, elle était surtout appliquée aux chênes. Cette technique correspond à l'état d'une société agro-pastorale qui utilise particulièrement le bois comme source d'énergie, mais avec une technologie limitée[réf. souhaitée].

## Conseils d'entretien

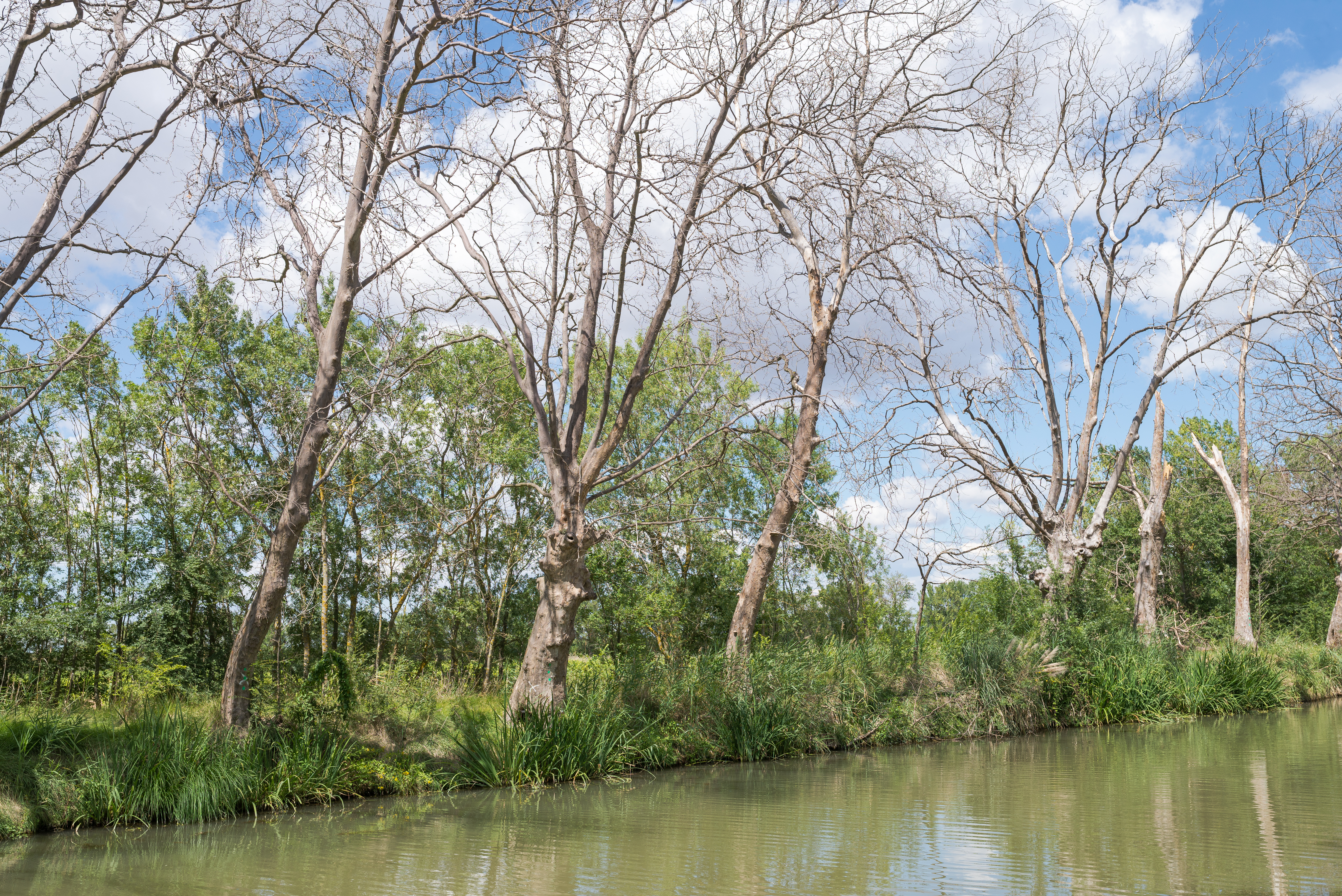
Des platanes malades le long du canal du Midi à Agde.

Les platanes ne nécessitent pas d'entretien particulier. Sur un jeune sujet, on peut élaguer les branches latérales de façon à renforcer le tronc et laisser apparaître l'écorce. Cet arbre supporte très bien les tailles architecturées annuelles (taille en tête de chat).

## Écologie
L'écorce de platane se délite pour former des rhytidomes, bien connus des entomologistes, sous lesquels une multitude de petits animaux viennent chercher refuge, notamment en hiver. Tout un écosystème se développe ainsi sous les plaques d'écorce, avec ses proies et ses prédateurs[réf. souhaitée]. En hiver, cette faune est encore augmentée par les animaux vivant normalement dans le houpier, et qui descendent sur le tronc et les branches lors de la chute des feuilles, mais également par d'autres animaux des alentours, normalement non inféodés au platane le reste de l'année[réf. souhaitée].
On peut ainsi y observer des pseudoscorpions, comme Chernes hahnii, de petits coléoptères Carabidae, comme Dromius quadrimaculatus, des escargots, comme les clausilies et les boutons, ainsi que de nombreuses espèces d'araignées, punaises et coccinelles.

### Ravageurs des platanes

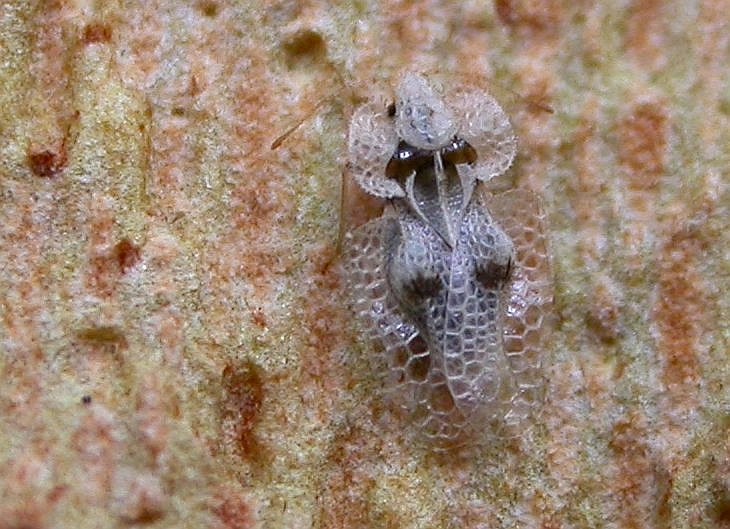
Tigre du platane (Corythucha ciliata).

- Arocatus longiceps, une punaise de la famille des Lygaeidae, se nourrit des graines, et n'a donc pas un impact esthétique important.
- Le tigre du platane (Corythucha ciliata), une punaise exotique envahissante : pullule, affecte les feuilles. Il est observable l'hiver, en grand nombre, sous les rhytidomes où il cherche refuge. Il a été évoqué comme vecteur potentiel pour plusieurs maladies cryptogamiques :
- Un champignon (Glaeosporium nervisequm) décime les platanes ; les arbres infectés sont reconnaissables grâce à des taches noirâtres qui peuvent apparaître sur le feuillage au printemps.
- le chancre coloré du Platane, provoqué par Ceratocystis  platani. Le chancre coloré du platane se reconnait par des traces sur l'écorce de couleur bleu noir ou violacée, il provoque en quelques années un dessèchement général de l'arbre infecté puis sa mort. Le chancre coloré est la principale cause de mortalité du platane, par exemple le long du canal du Midi (classé en 1996 au patrimoine mondial de l'humanité par l'Unesco). En cas d'infection, la loi impose de couper tous les autres platanes situés à proximité.
- l'oïdium du Platane, provoqué par Erysiphe platani.

L'étendue des dégâts sur certains lots de platanes utilisés comme arbres d'alignement a contraint, ces dernières années, à leur abattage et à leur remplacement par des essences plus résistantes, comme le micocoulier, sur de nombreux sites.

## Allergies

### Duvet sous-foliaire; momentanément irritant
Il faut éviter l'élagage au printemps, quand les jeunes feuilles sont en croissance.
Celles-ci sont en effet recouvertes d'un duvet de poils irritants pour les yeux, la gorge et les voies respiratoires. Ces poils irritants sont arrachés et dispersés par les procédures d'élagage.

### Pollens devenant allergène au contact de polluants courants
Récemment (2017) les effets de deux polluants « oxydants » (O3 et NO2) sur du pollen en suspension (de platane ; Platanus x acerifolia) ont été recherchés, étudiés et mesurés via 3 techniques : immunoempreinte, spectroscopie photoélectronique infrarouge et rayons X.
Les tests immunologique ont clairement mis en évidence une augmentation d'allergénicité du pollen.
Les deux autres méthodes ont montré que la composition élémentaire de surface du pollen de platane avait (en 6 heures) changé sous l'effet de ces polluants (communs en ville). 
Certains de ces changements dépendent des polluants. In vitro, six heures d'exposition à 0,061 ppm d'O3 : 0,025 ppm de NO2 et 0,060 et 0,031 ppm du mélange O3 + NO2 suffisent à induire des changements d'allergénicité du pollen, plus ou moins selon le polluant testé (gaz ou mélange de gaz).
Ce travail a aussi montré qu'un même gaz oxydant (O3 ou NO2) peut interagir différentient selon l'allergène considéré. Selon les auteurs, « lors de son voyage dans l'air, la paroi pollinique subit donc des modifications de ses composants induites par la pollution atmosphérique, ce qui peut compromettre la fonction pollinique ».
Remarque : ces changements surviennent à des niveaux inférieurs aux seuils réglementés de pollution de l'air.

## Le platane dans la culture
- Les Grands Platanes, par Vincent van Gogh, huile sur toile de 1889, 73,4 × 91,8 cm, au Cleveland Museum of Art, don du Hanna Fund.
- Le Hungry Tree, à Dublin (Irlande) est un Platane commun devenu attraction touristique.